# Península de Oshima
La península de Oshima (渡島 半島 Oshima-hantō) es una península localizada en el extremo sur de la isla de Hokkaidō, la más septentrional de las grandes islas de Japón. Abarca las subprefecturas de Oshima e Hiyama.
El comienzo de la península está abierto a la interpretación. Una interpretación generosa traza una línea al sureste de la bahía de Ishikari a través de la llanura de Ishikari hasta el distrito Yūfutsu, Hokkaido. Una interpretación menos generosa dibuja una línea que conecta Suttsu en el mar de Japón y Oshamambe en la bahía de Uchiura. Esta interpretación más reducida abarca las subprefecturas de Oshima y Hiyama.
En su extremo sur se bifurca en la península de Matsumae, situada al suroeste, y en la península de Kameda, situada al sudeste. Estas dos penínsulas se enfrentan a las penínsulas de Tsugaru y Shimokita de Honshū a través del estrecho de Tsugaru. En la península está situado el Parque Cuasi-Nacional Ōnuma.
El terreno de la península es montañoso, con varios volcanes y aguas termales onsen. La península alberga la ciudad y el puerto del norte de Hakodate y numerosos pequeños pueblos pesqueros y agrícolas.
El castillo de Matsumae, el más septentrional de Japón y el único castillo de la isla de Hokkaido, está situado en la península de Oshima. 